# Samuel Columbus
Samuel Jonae Columbus (24 avril 1642 – 8 juillet 1679) est un écrivain et poète suédois.

## Biographie
Né à Husby, en Dalécarlie, Columbus étudie la poésie et les langues anciennes et orientales à l'université d'Uppsala. Il y côtoie d'autres étudiants qui partagent sa vocation littéraire, notamment les frères Wolimhaus (Anders Leijonstedt et Jakob Gyllenborg) et Urban Hjärne, et forme avec eux une sorte de communauté pastorale. Il joue dans la pièce de Hjärnes Rosimunda et rédige des poèmes en latin, en grec ancien et en suédois à partir de 1667.
En tant que précepteur aux frères Blixencrona de 1666 à 1668, Columbus séjourne parfois à Stockholm où il travaille de 1667 à 1670 comme copiste à l'Antikvitetskollegium. Il se place sous l'aile de Georg Stiernhielm, dont il adapte la pièce Hercules en ballet sous le titre Spel om Herculis wägewal (1669). En 1671, il devient précepteur des fils de Jacob Reenstierna et les accompagne durant leur voyage d'études qui les conduit en Allemagne, aux Pays-Bas, en Angleterre et en France de 1674 à 1679. À Paris, il se familiarise avec les écrivains français de l'époque et commence à traduire Corneille et Molière.
Il rentre en Suède au début de l'année 1679. La maladie dont il souffre depuis son séjour en prison à Uppsala (il avait été arrêté pour sa participation à une émeute étudiante) finit par le tuer, quatre mois après son retour, à l'âge de 37 ans. Il travaillait alors sur Den swenske konungs-son, un poème épique sur la guerre de Scanie dont il ne subsiste qu'un fragment.

## Œuvres
- Måål-Roo eller Roo-Måål
- Odae Sveticae (1674)
- Den bibliske werlden (1674)
- Öfwer Fordom Hans Kongl. May.tz TrooMan och Krijgs-Råd, Den Edle och Wälborne Herren, Göran Stiernhielm. Gravskrift över Georg Stiernhielm (1674)
- Rådrijk, oder Anweiser zur Tugend (1676)
- En Swensk Orde-Skötsel (1689)